# 16 Persei
16 Persei (16 Per) es una estrella de magnitud aparente +4,20 situada en la constelación de Perseo.
Se encuentra a 121 años luz de distancia del sistema solar.
16 Persei es una gigante blanco-amarilla de tipo espectral F2III.
Su temperatura efectiva no se conoce con exactitud; diversos estudios la sitúan en el rango de 6700 - 7103 K.
Brilla con una luminosidad 21 veces mayor que la luminosidad solar.
Además de por su magnitud absoluta (+1,39), su condición de gigante viene respaldada por su tamaño; su diámetro angular estimado de 1,11 milisegundos de arco implica que su radio es 4,4 veces más grande que el del Sol. 
Es un «rotor» rápido, girando sobre sí misma con una velocidad de rotación igual o superior a 160 km/s.
Ello provoca un marcado achatamiento en sus regiones polares (igual a 0,24).
Con una masa 2,05 veces mayor que la masa solar, la edad de 16 Persei se estima en 1000 millones de años.
Muestra un contenido metálico —entendiendo por mtales aquellos elementos más pesados que el helio— muy semejante al del Sol ([Fe/H] = 0,00). 
Asimismo, evidencia una abundancia relativa de litio (A(Li) = 3,1) claramente superior a la solar, pero que está en la media de la abundancia cósmica de este metal.
Por último, cabe señalar que 16 Persei puede ser una variable Delta Scuti, extremo que no ha sido confirmado.